# Batalla del Bạch Đằng (1288)
La Tercera Batalla del Bạch Đằng sucedió en 1288 a orillas del río Bạch Đằng, cerca de la bahía de Ha-Long, en el norte del actual Vietnam, entre las fuerzas del Đại Việt y la fuerza invasora de la dinastía Yuan. Forma parte de la invasión mongola de 1287-1288.

## Antecedentes
En 1288 tras la evacuación de Thăng Long el comandante Đại Việt Trần Hưng Đạo decidió lanzar una ofensiva contra los mongoles en el río Bạch Đằng y empezó a organizar a sus fuerzas.
Dicho río corre por los distritos de Yen Hung (provincia de Quảng Ninh) y de Thuy Nguyen (Hai Phong) antes de alcanzar el mar. El lugar era bien conocido porque ahí ocurrió un decisivo encuentro entre las fuerzas del general Ngô Quyền y de Han del Sur (Nanhan). Para marzo las fuerzas vietnamitas estaban listas para la batalla, Trần Hưng Đạo empezó inmediatamente a hacer estudios del terreno y las tácticas usadas en los anteriores enfrentamientos, decidió organizar una serie de emboscadas de forma coordinada para la campaña.

## La batalla
Mientras las fuerzas mongolas pasaban hambre tras llegar a la abandonada Thăng Long y al no tener noticias de su flota principal su comandante, el príncipe Toghan, ordenó retirarse a Van Kiep. Esto cuando los vietnamitas lanzaron una ofensiva general, sus guerrilleros empezaron a hostigar al enemigo en retirada causándoles graves bajas. Toghan decidió dividir en dos a sus fuerzas. 
A principios de abril la flota mongola de suministros comandada por el general Omar Khan decidió con la infantería retirarse bajando por el río Bạch Đằng junto a la infantería. Los vietnamitas practicaron tácticas de tierra arrasada y la flota enemiga fue sometida a constantes ataques desde tierra. 
Una pequeña flota vietnamita le cerró el paso a su rival y tras un breve enfrentamiento fingió retirarse, los navíos mongoles empezaron a avanzar hasta que fueron atacados por varias miles de pequeñas embarcaciones provocando el caos entre sus barcos, que rompieron su orden de batalla y entraron en pánico tratando desesperadamente de llegar al mar. La batalla fue catastrófica, muchos barcos se hundieron, encallaron o quemaron, el general Omar fue capturado.
En tanto que la fuerza de Toghan que se retiraba por tierra sufrió terribles perdidas por los constantes ataques de sus enemigos en su ruta por Lạng Sơn. El mismo príncipe arriesgo su vida retirándose por los bosques para llegar más rápido a su territorio.

## Consecuencias
La batalla fue una de las mayores victorias de la historia de Vietnam y marco el final de las invasiones mongolas contra dicho país.